# Operazione Crossbow (film)
Operazione Crossbow (Operation Crossbow) è un film di guerra del 1965 diretto da Michael Anderson. Esso riprende le gesta dell'operazione Crossbow da parte delle truppe anglo-americane durante la seconda guerra mondiale "contro tutte le fasi di sviluppo, fabbricazione e trasporto presso i loro siti delle Vergeltungswaffen".

## Trama
Germania, seconda guerra mondiale; a Peenemünde i nazisti stanno sperimentando i nuovi missili V1 e V2 con alterni risultati, sacrificando anche piloti umani per conoscerne i difetti di volo e di assetto.
L'intelligence britannica deve selezionare tre tecnici volontari, dotati di un ottimo tedesco ed esperti di fisica balistica, da infiltrare nella fabbrica e Phil Bradley, John Curtis e Robert Henshaw sono i prescelti.

Robert viene identificato e fucilato prima che possa infiltrarsi, mentre gli altri due riescono a farsi assumere e, grazie al sacrificio delle loro vite, riusciranno a pilotare il bombardamento della pericolosa base che andrà completamente distrutta.

## Edizione italiana
Il film è sottotitolato in italiano durante i frequenti dialoghi in tedesco.

## Riconoscimenti
- 1965 – Festival Internazionale del Cinema di San Sebastián
  - Concha de Plata alla migliore attrice a Lilli Palmer